# Hudson Stuck
Pour les articles homonymes, voir Stuck.
Hudson Stuck, né le 11 novembre 1863 à Paddington (Grand Londres) et mort le 10 octobre 1920 à Fort Yukon d'une pneumonie, est un prêtre et alpiniste anglais.
Avec Harry Karstens (en), il a codirigé la première expédition ascension avec succès du mont McKinley en juin 1913. Il a publié plusieurs livres sur l'Alaska.
Avec John Muir, il est fêté les 22 avril dans le calendrier des Saints de l'Église épiscopale des États-Unis.